# 港鐵巴士K74綫

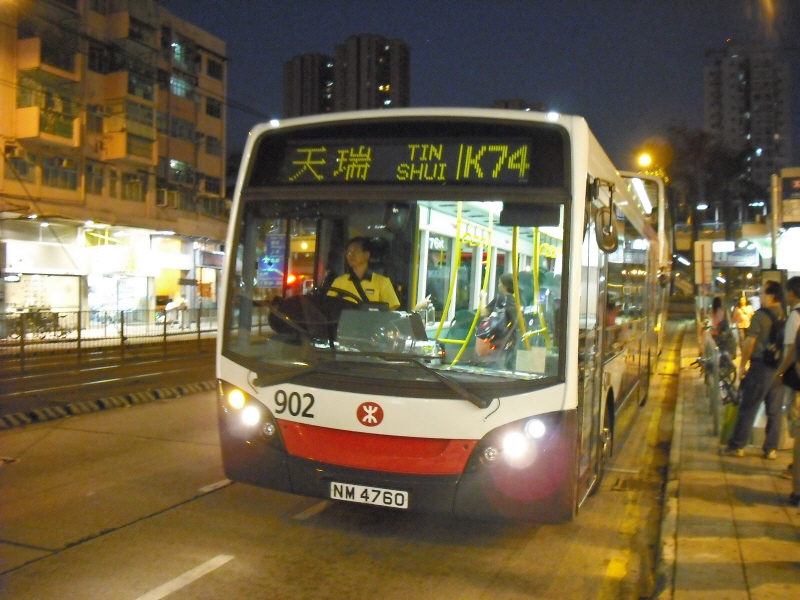
亞歷山大丹尼士Enviro 200 Dart單層巴士行走本綫

港鐵巴士K74綫是由港鐵巴士營運的一條屯馬綫接駁巴士路綫，行走天水圍市中心及凹頭之間，途經天瑞邨、天慈邨、朗屏邨、元朗市中心、元朗站、博愛醫院及朗善邨，屬循環綫。

## 歷史
- 2004年9月27日，本綫投入服務，同時輔助港鐵巴士K73綫。
- 2005年10月22日，本綫改為全線採用空調巴士行駛（但最後一輛非空調巴士於2005年10月13日退役，即變相提早轉為全空調服務），亦象徵整個元朗區所有巴士路線已改為全空調服務。
- 2006年10月9日，本綫原先計劃延長至博愛醫院並改經天水圍北，雖然有很多區議員支持，但因路線過長而擱置，改為由元朗市中心延長至元朗東。
- 2017年4月29日，本綫延長至凹頭，並修改行車路線、分站及服務時間。[1]
- 2022年3月6日，為配合新界專綫小巴77A及77B線取消服務，實施以下改動：[2][3]
  - 總站由天瑞遷移至天水圍市中心，來回程途經天華路及天城路
  - 提升為每日日間服務，平日服務時間為06:00-19:00，假日服務時間為09:00-17:00。
- 2022年5月8日：往天水圍市中心方向不再繞經天瑞總站，改停天瑞路「天瑞」站。

## 服務時間及班次
| 天水圍市中心開   | 天水圍市中心開 | 天水圍市中心開 | 天水圍市中心開 | 天水圍市中心開 |
| 星期一至六       | 星期一至六     | 星期一至六     | 星期一至六     | 星期一至六     |
| ---------------- | -------------- | -------------- | -------------- | -------------- |
| 06:00            | 06:20          | 06:40          | 07:00          | 07:20          |
| 07:40            | 08:00          | 08:20          | 08:40          | 09:00          |
| 10:00            | 11:00          | 12:00          | 13:00          | 14:00          |
| 15:00            | 15:20          | 15:40          | 16:00          | 16:20          |
| 16:40            | 17:00          | 17:20          | 17:40          | 18:00          |
| 18:20            | 18:40          | 19:00          |                |                |
| 星期日及公眾假期 |                |                |                |                |
| 09:00            | 09:30          | 10:30          | 11:30          | 12:00          |
| 13:00            | 14:00          | 15:00          | 15:30          | 16:30          |
| 17:00            |                |                |                |                |

## 收費
| 標準車費              | 標準車費                                                  | 現金 | 八達通 |
| --------------------- | --------------------------------------------------------- | ---- | ------ |
| 成人                  | 成人                                                      | $5.1 | $5.1   |
| 特惠                  | 小童                                                      | $2.2 | $2.2   |
| 特惠                  | 長者（65歲或以上） 「殘疾人士身分」個人八達通（12歲以下） | $2.2 | $2.0   |
| 特惠                  | 「學生身分」個人八達通                                    | $5.1 | $2.2   |
| 特惠                  | 「殘疾人士身分」個人八達通（12-64歲）                     | $5.1 | $2.0   |
| 「樂悠咭」（60-64歲） |                                                           | $5.1 | $2.0   |

| - 3至11歲為小童；65歲或以上為長者。 - 乘客可以現金或八達通於上車時付款，不設找續。 - 合資格學生使用「學生身份」個人八達通繳付車資，可享有特惠車費優惠，費用相等於小童車費，如以現金繳付車費，則必須繳付成人車費。 - 65歲或以上長者使用「樂悠咭」，以及合資格殘疾人士（包括12歲以下合資格殘疾兒童）使用「殘疾人士身份」個人八達通（包括「樂悠咭」）繳付車資，可享有每程$2.0或特惠車費（以較低者為準）的票價優惠；65歲或以上長者如使用長者或一般個人八達通繳付車資，則只可享有相等於小童車費優惠；12至64歲殘疾人士如以現金繳付車費，則必須繳付成人車費。 - 60至64歲香港居民使用「樂悠咭」繳付車資，可享有每程$2.0或成人車費（以較低者為準）的票價優惠，如以現金繳付車費，則必須繳付成人車費。 - 持有全月通2（屯門—南昌）或全月通3（屯門—紅磡）之乘客在車票有效期內確認八達通乘搭本路綫，可獲免費。 - 持有屯門—南昌全日通、遊客全日通或港鐵認可之指定智能車票之乘客在車票有效期內確認有效車票，可獲免費乘搭本路綫。 - 所有港鐵車票（包括但不限於輕鐵車票、港鐵紀念車票及搭十送一車票等；不包括屯門—南昌全日通及指定日子使用的紀念車票），不會獲得免費轉乘優惠。 - 每位成人乘客可免費攜帶最多兩名3歲以下而不佔座位的兒童乘客乘車，超額之3歲以下小童必須繳付小童車費乘車。 - 港鐵公司職員及家屬（不包括外判職員）可免費乘搭本路綫，惟必須拍職員或職員家屬八達通。 - 使用八達通的乘客，於上車拍卡後一小時內轉乘港鐵重鐵網絡（機場快綫除外）／輕鐵，或於港鐵重鐵網絡（機場快綫除外）出閘／輕鐵出站後一小時內轉乘本綫，本路綫車資可獲減免。 - 如轉乘模式為輕鐵／港鐵巴士→港鐵（屯馬綫）→輕鐵／港鐵巴士，整個轉乘行程不可超過兩小時。 |

- 由本路綫於上車後1小時內轉乘K73綫，或由上述路綫轉乘本路綫，可免收車資。

## 行車路綫
經：天恩路、天榮路、天城路、天華路、天瑞路、天瑞巴士總站、天瑞路、天湖路、天城路、天福路、朗天路、朗屏路、朗屏邨巴士總站、朗屏路、鳳池路、屏會街、元朗安寧路、媽廟路、青山公路－元朗段、朗日路、青山公路－元朗段、博愛交匯處、S5路、博愛交匯處、青山公路－元朗段、凹頭交匯處、青山公路－元朗段、元朗安寧路、宏樂街、福喜街、朗屏路、朗天路、天福路、天城路、天湖路、天瑞路、天華路、天城路、天城路及天恩路。

### 沿線車站

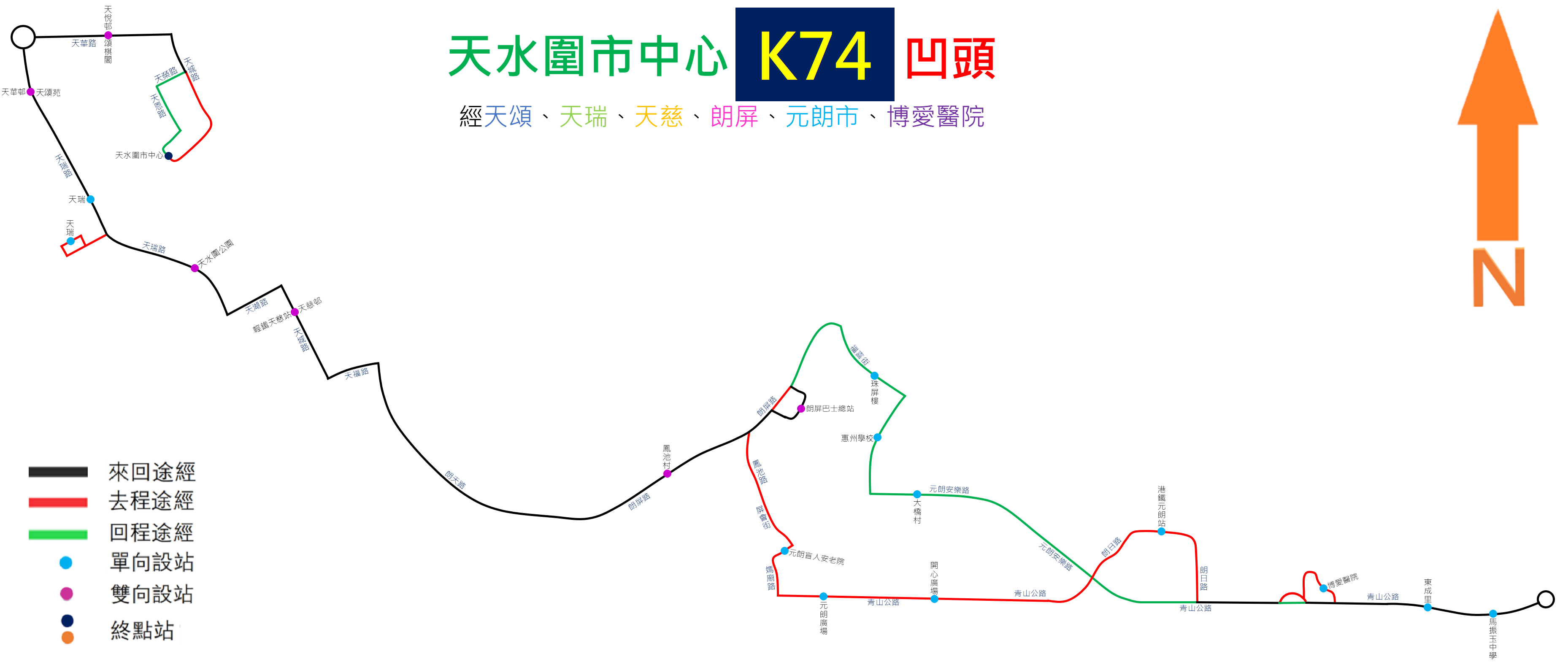
K74綫的走線圖

| 天水圍市中心開 | 天水圍市中心開         | 天水圍市中心開   |
| 序號           | 車站名稱               | 位置             |
| -------------- | ---------------------- | ---------------- |
| 1              | 天水圍市中心           | 嘉恩街           |
| 2              | 天頌苑頌棋閣           | 天華路           |
| 3              | 天頌苑                 | 天瑞路           |
| 4              | 天瑞                   | 天瑞巴士總站     |
| 5              | 天水圍公園             | 天瑞路           |
| 6              | 天慈邨                 | 天城路           |
| 朗天路         |                        |                  |
| 7              | 鳳池村                 | 朗屏路           |
| 8              | 朗屏（巴士總站）       | 朗屏邨巴士總站   |
| 9              | 元朗盲人安老院         | 安寧路           |
| 10             | 元朗廣場               | 青山公路－元朗段 |
| 11             | 開心廣場               | 青山公路－元朗段 |
| 12             | 港鐵元朗站（朗日路）   | 朗日路           |
| 13             | 博愛醫院               | S5通道           |
| 14             | 東成里                 | 青山公路－元朗段 |
| 15             | 東華三院馬振玉紀念中學 | 青山公路－元朗段 |
| 16             | 大橋村                 | 元朗安樂路       |
| 17             | 惠州學校               | 宏樂街           |
| 18             | 朗屏邨珠屏樓           | 福喜街           |
| 19             | 朗屏（巴士總站）       | 朗屏邨巴士總站   |
| 20             | 鳳池村                 | 朗屏路           |
| 朗天路         |                        |                  |
| 21             | 輕鐵天慈站             | 天城路           |
| 22             | 天水圍公園             | 天瑞路           |
| 23             | 天瑞                   | 天瑞路           |
| 24             | 天華邨                 | 天瑞路           |
| 25             | 天悅邨                 | 天華路           |
| 26             | 天水圍市中心           | 嘉恩街           |

## 客量
本綫在平日繁忙時間（尤其是學生回校上課時）會出現滿座情況，但到了下午，客量則只屬一般。現時本綫主要輔助輕鐵761P綫及新界綠色小巴77B線。本綫的乘客多數是享有學生半價優惠的學生。
有鑑新界綠色小巴77B線的營辦商聲稱旗下的小巴線長期虧損，擬終止營運該路線，運輸署建議本線延長至天水圍市中心及繞經博愛醫院及提升服務時間至每天日間服務，於2022年3月6日生效。
在2022年，本線最高一小時載客率為35%。

## 過往問題
本線去程均需取道元朗大馬路，該路段路面狹窄，車流量高，令本線行車時間不足，抵達天瑞巴士總站總站往往只有數分鐘休息時間。（星期一至五下午服務，車長只有48分鐘行走。但星期六下午服務，卻有60分鐘。），直到本路線延駛至凹頭並修改回程走線後，問題才得以解決。

## 外部連結
港鐵
- 港鐵巴士K74綫路線圖 （页面存档备份，存于）
- 港鐵巴士K74綫 （页面存档备份，存于）
- 香港巴士大典上的相关条目：港鐵巴士K74綫